# Rivista di psicoanalisi
Rivista di psicoanalisi, nata con il nome Rivista italiana di psicoanalisi, è un periodico italiano, che risale al 1928, quando venne fondato come bimestrale da Edoardo Weiss. Il primo numero uscì però nel 1932 e fu chiuso dalle autorità fasciste solo due anni dopo, dopo 14 fascicoli.
Nel 1954, otto anni dopo che la Società psicoanalitica italiana, di cui è organo ufficiale, poté riprendere la sua attività, venne ripresa a Milano come quadrimestrale, con la direzione di Cesare Musatti (fino al 1971).
Alla sua direzione si sono succeduti Francesco Corrao (1972-1973), Franco Fornari (1974-1978), Eugenio Gaddini (1978-1982), Glauco Carloni (1982-1986), Giovanni Hautmann (1986-1990), Roberto Tagliacozzo (1990-1992), Antonio Alberto Semi (1993-1996), Pier Luigi Rossi (1997-2002), Agostino Racalbuto (2003-2005), Patrizio Campanile (2005-2009), Alberto Luchetti (2009-2013), Giuseppe Civitarese (2013-2017), Paola Marion (2017-2021).
La Rivista di Psicoanalisi è quadrimestrale e dal 2021 è diretta da Alfredo Lombardozzi. Dal 2016 è edita dall'editore Raffaello Cortina di Milano.